# Triatlon op de Paralympische Zomerspelen 2024 - PTVI mannen
De triatlon voor de mannen klasse PTVI op de Paralympische Zomerspelen 2024 vond plaats op maandag 2 september. Regerend paralympisch kampioen was Bradley Snyder uit de Verenigde Staten samen met zijn piloot Greg Billington, die in 2024 niet aan de start kon verschijnen.
De gouden medaille ging naar de Brit Dave Ellis. Het zilver ging naar Thibaut Rigaudeau en het brons Antoine Perel allebei afkomstig uit Frankrijk. De 12 deelnemers startten bij Pont Alexandre-III en moesten achtereenvolgens 750 meter zwemmen in de Seine, twintig kilometer wielrennen waarbij gebruik werd gemaakt van een handbike en vijf kilometer wheelen.
De PTVI is de klasse voor triatleten met een visuele beperking die gebruik maken van een racerolstoel en een handbike tijdens de Paralympische Spelen is PTCW een gecombineerd. PTVI staat voor paratriathlon visually impaired. Hier bestaan 3 subklasse PTVI 1-3. (1: volledig blind, 2: ernstig slechtziend 3: minder ernstig slechtziend).

## Uitslag
| rang   | naam                     | naam | c.t. | Zwemmen | Wielrennen | Hardlopen | totaal  |
| ------ | ------------------------ | ---- | ---- | ------- | ---------- | --------- | ------- |
| Goud   | Dave Ellis               | GBR  |      |         |            |           | 58:41   |
| Zilver | Thibaut Rigaudeau        | FRA  |      |         |            |           | 1:00:05 |
| Brons  | Antoine Perel            | FRA  |      |         |            |           | 1:00:25 |
| 4      | Owen Cravens             | USA  |      |         |            |           | 1:00:43 |
| 5      | Sam Hardig               | AUS  |      |         |            |           | 1:01:21 |
| 6      | Lukasz Wietecki          | POL  |      |         |            |           | 1:01:29 |
| 7      | Oscar Kelly              | GBR  |      |         |            |           | 1:01:48 |
| 8      | Kyle Coon                | USA  |      |         |            |           | 1:02:47 |
| 9      | Jose Luis García Serrano | ESP  |      |         |            |           | 1:03:17 |
| 10     | Lazar Filipovic          | SRB  |      |         |            |           | 1:03:39 |
| 11     | Satoru Yoneoka           | JPN  |      |         |            |           | 1:05:54 |
| -      | Héctor Catalá Laparra    | ESP  |      | 13:44   | 14:42      |           | DNF     |